# Parteòlla
Partèolla és una subregió històrica de la Sardenya sud-oriental, a la província de Càller. Limita al nord amb les subregions de Trexenta i Sarrabus-Gerrei, i al sud amb Campidano di Cagliari. Durant l'edat mitjana el seu territori formà part de les curatoria de Dolia del Jutjat de Càller.